# القاتل النموذجي (قصة قصيرة)
«القاتل النموذجي» هي قصة قصيرة تعود للسياسي والروائي البريطاني جيفري آرتشر، ونشرت للمرة الأولى في مقتطفاته لعام 1988 A Twist in the Tale .

## موجَز المكْيدَة
يسرد القصة أحد الأشخاص وقد تلقاها من قبل رجل متزوج وفي الوقت ذاته واقعاً في علاقة غرامية مع سكرتيرة فاتنة المظهر تعمل في إحدى محطات مترو أنفاق لندن (بيملكو)، وتُدعى كارلا مورلاند، تبلغ كارلا من العمر 32 عاماً، ولوهلة وبعد أن شاهد رجلاً آخر يغادر مسكنها، معتقداً أنهم في علاقة حميمة، وعلى إثر إعتقاده دار النزاع فيما بينهم، مما أدى إلى إصابة كارلا بضربة جاءت من غير قصد نتج عنه ضرراً جسيماً لها مما أرداها قتيلة، انصرف عن المكان دون أن يُدركه أحد، ثم قام بإبلاغ رجال الأمن عبر مكالمة هاتفية عمّا جرى، ولكن دون الإفصاح عن هويته حتى يتم إلقاء القبض على الرجل الذي شاهده يغادر مسكنها، وهو سمسار تأمين يبلغ من العمر 51 عامًا ويُدعى بول مينزيس، نالت جريمة القتل إكتراثاً إعلاميًا واسعًا، وفي نهاية الأمر تحقق مبتغى الرجل وتم إلقاء القبض على بول مينزيس من قبل رجال الأمن وجلبُوه للمُحاكمة، إزاء ذلك طُرد بطل الرواية من مهنته، ولم يعد يكترث بحياته العائلية، ويحضر جلسات المحاكمة يومياً، وكان يزداد تحسُّفاً إثر ما جرى أكثر من أي وقت مضى، وكان الخوف يُهيمن عليه من أن يُعثر على مينزيس غير مذنب، حينها ستوجه له التهمة على أنه هو القاتل الحقيقي، بالرغم من توجّسه خشية إلقاء القبض عليه، يُداوم البطل قاعة المحكمة بلا كلَل ولا ملَل، طامِعاً بانتظار قرار المحكمة القانونية لإدانة مينزيس المستهدف من قِبله، ولا زالت الهواجس تسيطر عليه من أن يتم إلقاء القبض عليه، وبعد محاكمة استغرقت وقتًا طويلاً، ومداولات هيئة المحلفين، يتأهّب الآن بمعرفة أن هيئة المحلفين قد توصلت إلى حكم، يعود بطل الرواية إلى قاعة المحكمة لسماع الحكم، وعندما طلب القاضي من رئيس هـيئة المحلفين الوقوف وقراءة الحكم، يقف البطل ويصدر حكم «مذنب»، مما يبرز منعطف الحكاية، والتي تم وصفها بشكل مناسب من خلال عنوان الكتاب.